# خضر عالميون
الخُضر العالميون (جي جي) هي شبكة دولية من الأحزاب والحركات السياسية التي تعمل على تنفيذ بيان الخضر العالمي. تتألف هذه الشبكة من أحزاب سياسية خضراء وطنية مختلفة، وشبكات شريكة، ومنظمات أخرى مرتبطة بالسياسات الخضراء.
شُكّلت هذه الشبكة في عام 2001، في المؤتمر العالمي الأول للخضر، ونمت لتشمل 80 حزبًا كامل العضوية، و18 مراقبًا وحزبًا منتسبًا حتى فبراير عام 2019. تحكمها لجنة توجيهية مؤلفة من اثني عشر عضوًا تُسمى تنسيقية الخضر العالميون، ويقع كل حزب عضو تحت مظلة اتحاد واحد من أربعة اتحادات خضراء إقليمية منتسبة. تُدير العمليات اليومية للخضر العالميون أمانةٌ تقودها منسِّقة الخضر العالميون كيلي ين منذ عام 2015.

## نبذة تاريخية
تأسست أول الأحزاب الخضراء في العالم في عام 1972. كانت هذه الأحزاب في ولاية تاسمانيا الأسترالية (مجموعة تاسمانيا المتحدة)، وفي نيوزلندا (حزب القِيَم). تبعتها أحزاب أخرى بسرعة: في عام 1973، أُسس حزب الشعب (سُمي لاحقًا حزب علم البيئة) في المملكة المتحدة، وانتشرت الأحزاب الراديكالية والخضراء في البلدان الأوروبية الأخرى في السنوات اللاحقة.
غالبًا ما استُشهد ببترا كيلي، وهي ناشطة نسوية بيئية ألمانية، بصفتها واحدة من أوائل المفكرين والقادة في الحركة السياسية الخضراء. كان عملها في تأسيس حزب الخضر الألماني في ألمانيا الغربية في عام 1980 مساهمًا في إبراز أهمية الأحزاب السياسية الخضراء على الصعيدين الدولي والوطني.
عُقد الاجتماع الأول للخضر على مستوى الكوكب في ريو دي جانيرو في 30-31 مايو من عام 1992، بالتزامن مع قمة ريو التي عُقدت في نفس الوقت في البرازيل. أُصدر فيها البيان الأول عالميًا للخضر، الذي بدأ بهذا الاستهلال:
«تُعلّمنا التجربة أن الحكومات تتحرك وتأخذ المشاكل البيئية بجدية فقط عندما يصوّت الناس للأحزاب السياسية البيئية».
عُقد المؤتمر العالمي الأول للخضر في كانبرا، أستراليا، في عام 2001. أُصدر بيان الخضر العالمي رسميًا في هذا المؤتمر، ووضع مفوضو المؤتمر الإطار والهياكل التنظيمية التي ستجعل الخضر العالميون حركة وشبكة عالمية مستمرة، بما في ذلك تنسيقية الخضر العالميون. في عام 2010، عُيّن أول أمين للخضر العالميون.

## بيان الخضر العالمي
بيان الخضر العالمي هو الوثيقة الإرشادية التي تحدد المبادئ و«القيم الأساسية» التي يجب على الأحزاب الأعضاء والمنظمات المرتبطة بها محاولة الالتزام بها. وهو يعرض المبادئ العالمية التي تتخطى الحدود لربط الخضر مع بعضهم في كل أنحاء العالم:
1. الديمقراطية التشاركية
2. اللاعنف
3. العدالة الاجتماعية
4. الاستدامة
5. احترام التنوع
6. الحكمة البيئية

تشمل الأولويات الموجزة في البيان إصلاح النموذج الاقتصادي السائد، ومعالجة تغير المناخ، وإنهاء أزمة الجوع، وتعزيز الديمقراطية النابضة بالحياة، والعمل من أجل السلام، وحماية التنوع الحيوي.
منذ نشر بيان الخضر العالمي في الأصل عام 2001، تمت مراجعته وتحديثه مرتين خلال مؤتمرات الخضر العالميون: المرة الأولى في داكار في السنغال عام 2012، والمرة الثانية في ليفربول في المملكة المتحدة عام 2017. قُدّمت نسخة 2017 المحدثة باللغة الإنجليزية، ويمكن الوصول إلى النسخ السابقة بإحدى عشرة لغة مختلفة.

## اتحادات الخضر العالميون الإقليمية
تُنظّم شبكة الخضر العالميون في أربع اتحادات إقليمية في أنحاء العالم:
- اتحاد الخضر في آسيا ودول المحيط الهادي
- الحزب الأخضر الأوروبي
- اتحاد الأحزاب الخضراء في أفريقيا
- اتحاد الأحزاب الخضراء في الأمريكتين

## تنسيقية الخضر العالميون
تملك شبكة الخضر العالميون لجنة توجيهية مؤلفة من اثني عشر عضوًا تُسمى تنسيقية الخضر العالميون، تتكون هذه اللجنة من ثلاثة أعضاء مُنتخبين من كل من الاتحادات الإقليمية الأربعة، مدعومة بثلاثة بدلاء يمكنهم تحمل المسؤولية عند الحاجة.

 
== المراجع ==